# 三木谷良一
三木谷 良一（みきたに りょういち、1929年11月30日 - 2013年11月9日）は、日本の経済学者。神戸大学名誉教授、元日本金融学会会長。
神戸親和女子大学の非常勤講師であり、理事を務めた。また、株式会社クリムゾンフットボールクラブ（現：楽天ヴィッセル神戸株式会社）の非常勤取締役も務めた。財政学・金融論専攻。神戸市出身。

## 人物・生涯
神戸市灘区生まれ。旧制神戸市立第一中学校（現神戸市立葺合高等学校）、神戸大学予科1953年に神戸経済大学（現神戸大学）経済学部を卒業。新庄博ゼミ出身。1954年に神戸大学経済学部助手、1957年神戸商科大学講師を経て、1959年同助教授となった。フルブライト・プログラムでハーバード大学に留学し、スタンフォード大学を経て、1966年に神戸商科大学教授に就任。1969年神戸大学経済学部助教授、1972年同教授となった。
イェール大学、オックスフォード大学、ミュンスター大学などを経て、1993年に神戸大学名誉教授となった。1993年から2002年まで神戸学院大学経済学部教授を務めた。
2013年11月9日、膵臓癌のため死去。享年83。同日付で正四位瑞宝中綬章。

## 家族
3人の子がおり、長男の三木谷研一は東京大学農学博士で、バイオ研究者・神戸学院大学客員教授を経て、楽天ヴィッセル神戸副会長、兵庫県サッカー協会会長。次男は楽天グループ創業者で実業家の三木谷浩史、長女は医師で、大阪大学医学博士。

## 著作物

### 共編著
- （安居洋）『世界の金利』、有斐閣、1983年
- （則武保夫）『現代金融論』、有斐閣、1984年
- （川口慎二）『テキストブック銀行論』、有斐閣、1986年
- （石垣健一）『金融政策と金融自由化――先進7カ国・ECの経験と理論の展開』、東洋経済新報社、1993年
- （石垣健一）『中央銀行の独立性』、東洋経済新報社、1998年
- （三木谷浩史）『競争力』、講談社、2013年

- Japan's Financial Crisis and Its Parallels to U.S. Experience, co-edited with Adam S. Posen, Institute for International Economics, 2000.

『日本の金融危機――米国の経験と日本への教訓』、東洋経済新報社、2001年

### 翻訳
- ベンジャミン・M・フリードマン『アメリカの金融政策』、東洋経済新報社、1982年
- ベンジャミン・M・フリードマン『アメリカ最後の選択――1990年代の経済戦略』、東洋経済新報社、1989年
- エリザベス・ジョンソン編『インドとケンブリッジ――1906-14年の諸活動』、東洋経済新報社、2010年

## 表彰
- 生活経済学会特別功績賞（2005年度）